# Дограде
Дограде (хорв. Dograde) — населений пункт у Хорватії, у Сплітсько-Далматинській жупанії у складі громади Марина.

## Населення
Населення за даними перепису 2011 року становило 194 осіб.
Динаміка чисельності населення поселення:

## Клімат
Середня річна температура становить 14,09 °C, середня максимальна – 28,06 °C, а середня мінімальна – 1,22 °C. Середня річна кількість опадів – 756 мм.
| Клімат поселення                              | Клімат поселення | Клімат поселення | Клімат поселення | Клімат поселення | Клімат поселення | Клімат поселення | Клімат поселення | Клімат поселення | Клімат поселення | Клімат поселення | Клімат поселення | Клімат поселення | Клімат поселення |
| Показник                                      | Січ.             | Лют.             | Бер.             | Квіт.            | Трав.            | Черв.            | Лип.             | Серп.            | Вер.             | Жовт.            | Лист.            | Груд.            |                  |
| Середній максимум, °C                         | 9,81             | 10,08            | 12,90            | 16,48            | 21,53            | 25,37            | 28,06            | 27,80            | 23,20            | 18,76            | 13,38            | 10,46            |                  |
| Середня температура, °C                       | 5,52             | 5,79             | 8,61             | 12,20            | 17,25            | 21,08            | 24,21            | 23,98            | 19,36            | 14,92            | 9,54             | 6,64             |                  |
| Середній мінімум, °C                          | 1,22             | 1,51             | 4,33             | 7,91             | 12,96            | 16,79            | 20,37            | 20,13            | 15,53            | 11,07            | 5,71             | 2,79             |                  |
| Норма опадів, мм                              | 67               | 58               | 64               | 67               | 52               | 49               | 29               | 44               | 70               | 80               | 95               | 81               |                  |
| Середньомісячна швидкість вітру, м/с          | 3.28             | 3.44             | 3.49             | 3.31             | 2.91             | 2.62             | 2.65             | 2.52             | 2.84             | 3.02             | 3.63             | 3.60             |                  |
| Середньомісячна сонячна радіація, кДж/м²·день | 5477             | 8222             | 11907            | 16445            | 20428            | 23071            | 24535            | 21510            | 16071            | 10479            | 5934             | 4661             |                  |
| --------------------------------------------- | ---------------- | ---------------- | ---------------- | ---------------- | ---------------- | ---------------- | ---------------- | ---------------- | ---------------- | ---------------- | ---------------- | ---------------- | ---------------- |
| Джерело:                                      |                  |                  |                  |                  |                  |                  |                  |                  |                  |                  |                  |                  |                  |